# Иван Петков (актьор)
Вижте пояснителната страница за други личности с името Иван Петков.
Иван Димитров Петков е български актьор.

## Биография
Роден е на 26 януари 1986 г.
Завършва актьорско майсторство за драматичен театър в НАТФИЗ при Снежина Танковска през 2008 г. През 2008 – 2009 година играе в пиесата „Следобедни игри“ от Рома Майо. Играл е в спектакъла „Малка пиеса за детска стая“ от Яна Борисова, реж. Галин Стоев в Театър 199.
Петков се занимава с озвучаване на филми и сериали от 2008 г. до 2014 г., когато се премества да живее в Дубай. Той озвучава реклами по БНТ и Nickelodeon, и продължава да се занимава с това дори и след като напуска България, работейки от домашното си студио. Единствената му роля след този период е в дублажа на „Лего Нинджаго: Филмът“ през 2017 г.
| Актьор            | Заглавия | Роли |
| ----------------- | --- | --- |
| Даниъл Радклиф    | Хари Потър и Стаята на тайните (дублаж на bTV) Хари Потър и Затворникът от Азкабан (дублаж на bTV) Хари Потър и Орденът на феникса                                    | Хари Потър |
| Джей Барушел      | Как да си дресираш дракон Дракони (от първи до трети сезон) Как да си дресираш дракон 2                                                                               | Хълцук |
| Джеймс Марсдън    | Котки и кучета: Отмъщението на Кити Скок-подскок (дублаж на Александра Аудио)                                                                                         | Дигс Фред О'Хеър |
| Джеки Чан         | Час пик Час пик 2 Супер! | Инспектор Лий Си Ен Чан                                                                                                |
| Джет Ли           | Герой (дублаж на bTV) От люлка до гроб | Безименния Су |
| Джош Кийтън       | Огнедишащият Зеления фенер: Анимационният сериал | Трой Хал Джордан/Зеления фенер                                                                                         |
| Кам Кларк         | Костенурките нинджа (дублаж на студио Триада) Върховният Спайдър-Мен                                                                                                  | Леонардо Капитан Ултра                                                                                                 |
| Кевин Джонас      | Хана Монтана Jonas L.A. (дублаж на студио Доли) Кемп Рок 2: Последният концерт                                                                                        | Себе си Кевин Лукас Джейсън Грей                                                                                       |
| Крис О'Донъл      | Батман завинаги (дублаж на bTV) Батман и Робин (дублаж на bTV) В любов и война Вертикална граница (дублаж на bTV)                                                     | Ричард „Дик“ Грейсън/Робин Ърнест Хемингуей Питър Гарет                                                                |
| Матю Лилард       | Скуби-Ду: Призрачна Коледа Скуби-Ду: Игрите на страха На върха Скуби-Ду! Скуби-Ду: Маската на Синия сокол (дублаж на студио Доли) Скуби-Ду: Заплахата на робо-помияра | Шаги Роджърс |
| Мел Гибсън        | Покахонтас Ние сме баща ти | Джон Смит Скот с пиърсинга                                                                                             |
| Нийл Патрик Харис | Смърфовете Смърфовете 2 | Патрик Уинслоу |
| Терънс Хил        | Ловци на престъпници Наравно Който намери приятел, намира съкровище Давай, хвани го Двойни неприятности                                                               | Мат Кърби Джони Фърпо Алън Лойд Роско Фрейзър/Агент Стайнбърг Елиът Ванс/Бастиано Хоао Коимбра де ла Корония и Асеведо |
| Том Круз          | Дни на грохот Джери Магуайър (дублаж на bTV) | Коул Трикъл Джери Магуайър                                                                                             |
| Уил Фридел        | Секретните Сатърдей Симбионичен титан Гръмотевичните котки | Дойл Джейсън Лайън-О                                                                                                   |
| Фил Ламар         | Междузвездни войни: Войните на клонираните Гигантското приключение на Том и Джери (дублаж на студио Доли)                                                             | Кит Фисто Спайк |
| Шон Бийн          | Патриотични игри Смъртоносна надпревара 2 | Шон Милър Маркъс Кейн                                                                                                  |

### Сериали
- Jonas L.A. (дублаж на студио Доли)
- „Скункс Фу!“
- „Паднал от Марс“
- „Чаудър“ (дублаж на Александра Аудио)
- „Генератор Рекс“
- „Фелисити“ (дублаж на bTV)
- „Секретните Сатърдей“
- „Триумфът на червилата“
- „Костенурките нинджа“ (дублаж на студио Триада)
- „Хлапето срещу Г-н Кот“ (дублаж на студио Доли)
- „Дързост и красота“
- „Герои: 108“
- „Живите мъртви“ (от сезон 4 е Росен Русев)
- „Огледален свят“ (в сезон 3 е Петър Бонев)
- „Пале боец“ (дублаж на студио Про Филмс)
- „Бивши“
- „Реактивните момичета“ (дублаж на Александра Аудио)
- „Хатауей и духовете“ (от сезон 2 е Явор Караиванов)
- „Върховният Спайдър-Мен“ (от първи до втори сезон)

### Филми с нахсинхронен дублаж
- „Мегаум“
- „Мечето Йоги“
- „Котки и кучета: Отмъщението на Кити“
- „Коледна песен“
- „Алфа и Омега“
- „Епоха на животните“
- „Покахонтас“
- „Гномео и Жулиета“
- „Как да си дресираш дракон“
- „Звезден сблъсък“
- „Планета 51“
- „Лего Нинджаго: Филмът“

## Филмография
- „Столичани в повече“ (2012) – Доставчик
- „Под прикритие“ (2011) – Сервитьор